# K-140
K-140 – radziecki okręt podwodny o napędzie jądrowym – jedyna jednostka projektu 667AM. K-140 w systemie rakietowym D-11 przenosił dwanaście pocisków balistycznych klasy SLBM R-31, w roku 1982 uległ zaś konwersji na przenoszący pociski manewrujące Meteorit-M okręt projektu 667M. Ostatecznie wycofany ze służby w roku 1990.